# Fed Cup 1997
Fed Cup 1997, oficiálně se jménem sponzora Fed Cup by BNP Paribas 1997, představoval 35. ročník ženské tenisové týmové soutěže ve Fed Cupu, největší každoročně pořádané kolektivní soutěže v ženském sportu. Obhájkyněmi titulu byl družstvo Spojených států, které vypadlo ve čtvrtfinále. Historicky první titul v soutěži si připsala čtvrtá nasazená Francie po finálové výhře nad nizozemským týmem 4:1 na zápasy.
První kolo Světové skupiny se konalo mezi 1. a 2. březnem. Semifinále se odehrálo 12. a 13. července a finále pak od 4. do 5. října 1997.

## Světová skupina

### Účastníci
| Účastníci Světové skupiny | Účastníci Světové skupiny | Účastníci Světové skupiny | Účastníci Světové skupiny |
| Belgie                    | Česko                     | Francie                   | Německo                   |
| Japonsko                  | Nizozemsko                | Španělsko                 | Spojené státy             |
| ------------------------- | ------------------------- | ------------------------- | ------------------------- |

### Pavouk
|  | Čtvrtfinále 1.–2. března            | Čtvrtfinále 1.–2. března        | Čtvrtfinále 1.–2. března        |                                 |                               | Semifinále 12.–13. července   | Semifinále 12.–13. července   | Semifinále 12.–13. července   |                               |                               | Finále 4.–5. října                           | Finále 4.–5. října                           | Finále 4.–5. října                           |                                              |                                              |
|  |                                     |                                 |                                 |                                 |                               |                               |                               |                               |                               |                               |                                              |                                              |                                              |                                              |                                              |
|  | Haarlem, Nizozemsko (koberec, hala) |                                 |                                 |                                 |                               |                               |                               |                               |                               |                               |                                              |                                              |                                              |                                              |                                              |
|  | 1                                   | Spojené státy                   | 2                               |                                 |                               |                               |                               |                               |                               |                               |                                              |                                              |                                              |                                              |                                              |
|  |                                     | Nizozemsko                      | 3                               |                                 |                               | Praha, Česko (antuka, venku)  | Praha, Česko (antuka, venku)  | Praha, Česko (antuka, venku)  | Praha, Česko (antuka, venku)  | Praha, Česko (antuka, venku)  |                                              |                                              |                                              |                                              |                                              |
|  |                                     |                                 |                                 |                                 |                               | Nizozemsko                    | 3                             |                               |                               |                               |                                              |                                              |                                              |                                              |                                              |
|  | Mannheim, Německo (tvrdý, hala)     | Mannheim, Německo (tvrdý, hala) | Mannheim, Německo (tvrdý, hala) | Mannheim, Německo (tvrdý, hala) |                               |                               | Česko                         | 2                             |                               |                               |                                              |                                              |                                              |                                              |                                              |
|  |                                     | Česko                           | 3                               |                                 |                               |                               |                               |                               |                               |                               |                                              |                                              |                                              |                                              |                                              |
|  | 3                                   | Německo                         | 2                               |                                 |                               |                               |                               |                               |                               |                               | 's-Hertogenbosch, Nizozemsko (koberec, hala) | 's-Hertogenbosch, Nizozemsko (koberec, hala) | 's-Hertogenbosch, Nizozemsko (koberec, hala) | 's-Hertogenbosch, Nizozemsko (koberec, hala) | 's-Hertogenbosch, Nizozemsko (koberec, hala) |
|  |                                     |                                 |                                 |                                 |                               |                               |                               |                               |                               |                               |                                              | Nizozemsko                                   | 1                                            |                                              |                                              |
|  | Tokio, Japonsko (tvrdý, hala)       | Tokio, Japonsko (tvrdý, hala)   | Tokio, Japonsko (tvrdý, hala)   | Tokio, Japonsko (tvrdý, hala)   | Tokio, Japonsko (tvrdý, hala) |                               |                               |                               |                               |                               | 4                                            | Francie                                      | 4                                            |                                              |                                              |
|  | 4                                   | Francie                         | 4                               |                                 |                               |                               |                               |                               |                               |                               |                                              |                                              |                                              |                                              |                                              |
|  |                                     | Japonsko                        | 1                               |                                 |                               | Nice, Francie (antuka, venku) | Nice, Francie (antuka, venku) | Nice, Francie (antuka, venku) | Nice, Francie (antuka, venku) | Nice, Francie (antuka, venku) |                                              |                                              |                                              |                                              |                                              |
|  |                                     |                                 |                                 |                                 | 4                             | Francie                       | 3                             |                               |                               |                               |                                              |                                              |                                              |                                              |                                              |
|  | Sprimont, Belgie (tvrdý, hala)      | Sprimont, Belgie (tvrdý, hala)  | Sprimont, Belgie (tvrdý, hala)  | Sprimont, Belgie (tvrdý, hala)  |                               |                               | Belgie                        | 2                             |                               |                               |                                              |                                              |                                              |                                              |                                              |
|  |                                     | Belgie                          | 5                               |                                 |                               |                               |                               |                               |                               |                               |                                              |                                              |                                              |                                              |                                              |
|  | 2                                   | Španělsko                       | 0                               |                                 |                               |                               |                               |                               |                               |                               |                                              |                                              |                                              |                                              |                                              |

## Baráž Světové skupiny
Čtyři týmy, které prohrály v 1. kole Světové skupiny se v baráži o Světovou skupinu 1998 utkaly se čtyřmi vítěznými družstvy ze Světové skupiny II.
| Baráž Světové skupiny – 12. a 13. července | Baráž Světové skupiny – 12. a 13. července | Baráž Světové skupiny – 12. a 13. července | Baráž Světové skupiny – 12. a 13. července | Baráž Světové skupiny – 12. a 13. července |
| Místo konání                               | povrch                                     | domácí                                     | výsledek                                   | hosté                                      |
| ------------------------------------------ | ------------------------------------------ | ------------------------------------------ | ------------------------------------------ | ------------------------------------------ |
| Hope Island, Austrálie                     | tvrdý, venku                               | Austrálie                                  | 2–3                                        | Španělsko                                  |
| Curych, Švýcarsko                          | koberec, hala                              | Švýcarsko                                  | 5–0                                        | Argentina                                  |
| Frankfurt nad Mohanem, Německo             | koberec, venku                             | Německo                                    | 3–2                                        | Chorvatsko                                 |
| Chestnut Hill, Spojené státy americké      | tvrdý, venku                               | Spojené státy                              | 5–0                                        | Japonsko                                   |

## Světová skupina II
Světová skupina II představovala druhou nejvyšší úroveň soutěže. Čtyři vítězné týmy postoupily do barážových utkání o účast ve Světové skupině 1998. Na poražené čekala baráž o setrvání v této úrovni soutěže v příštím ročníku.
| Světová skupina II – 1. a 2. března | Světová skupina II – 1. a 2. března | Světová skupina II – 1. a 2. března | Světová skupina II – 1. a 2. března | Světová skupina II – 1. a 2. března |
| Místo konání                        | Povrch                              | Domácí                              | Výsledek                            | Hosté                               |
| ----------------------------------- | ----------------------------------- | ----------------------------------- | ----------------------------------- | ----------------------------------- |
| Záhřeb, Chorvatsko                  | tvrdý, hala                         | Chorvatsko                          | 4–1                                 | Rakousko                            |
| Košice, Slovensko                   | koberec, hala                       | Slovensko                           | 2–3                                 | Švýcarsko                           |
| Soul, Jižní Korea                   | tvrdý, venku                        | Jižní Korea                         | 1–4                                 | Argentina                           |
| Durban, Jihoafrická republika       | tvrdý, venku                        | Jižní Afrika                        | 2–3                                 | Austrálie                           |

## Baráž Světové skupiny II
Čtyři týmy, které prohrály v 1. kole Světové skupiny II se utkaly v baráži o Světovou skupinu II 1997 se čtyřmi kvalifikanty z 1. skupin oblastních zón. Dva týmy se k barážovým zápasům kvalifikovaly z evropsko-africké zóny, jeden z asijsko-oceánské zóny a jeden z americké zóny.
| Baráž Světové skupiny II – 12. a 13. července | Baráž Světové skupiny II – 12. a 13. července | Baráž Světové skupiny II – 12. a 13. července | Baráž Světové skupiny II – 12. a 13. července | Baráž Světové skupiny II – 12. a 13. července |
| Místo konání                                  | povrch                                        | domácí                                        | výsledek                                      | hosté                                         |
| --------------------------------------------- | --------------------------------------------- | --------------------------------------------- | --------------------------------------------- | --------------------------------------------- |
| Pörtschach, Rakousko                          | antuka, venku                                 | Rakousko                                      | 3–2                                           | Jižní Afrika                                  |
| Soul, Jižní Korea                             | antuka, venku                                 | Jižní Korea                                   | 1–4                                           | Rusko                                         |
| Jakarta, Indonésie                            | antuka, venku                                 | Indonésie                                     | 0–5                                           | Itálie                                        |
| Bratislava, Slovensko                         | antuka, venku                                 | Slovensko                                     | 5–0                                           | Kanada                                        |

## Americká zóna

### 1. skupina
- Místo konání: Kolumbijská tenisová akademie, Bogotá, Kolumbie (antuka, venku)
- Datum: 29. dubna – 4. května 1997

Blok A
- Brazílie
- Kanada
- Chile
- Kolumbie
- Ekvádor

Blok B
- Mexiko
- Peru
- Portoriko
- Venezuela

Výsledek
- Kanada postoupila do baráže o účast ve Světové skupině II pro rok 1998
- Mexiko a  Portoriko sestoupily do 2. skupiny Americké zóny pro rok 1998

### 2. skupina
- Místo konání:: Casa de Campo, Santo Domingo, Dominikánská republika (antuka, venku)
- Datum: 12.–18. května 1997

Blok A
- Antigua a Barbuda
- Bahamy
- Barbados
- Bermudy
- Bolívie
- Kostarika
- Kuba
- Dominikánská republika

Blok B
- Salvador
- Guatemala
- Jamajka
- Panama
- Paraguay
- Trinidad a Tobago
- Uruguay

Výsledek
- Paraguay a  Uruguay postoupily do 1. skupiny Americké zóny pro rok 1998

## Zóna Asie a Oceánie

### 1. skupina
- Místo konání: Renouf Centre, Wellington, Nový Zéland (venku, tvrdý)

- Datum: 11.–15. března 1997

Blok A
- Čína
- Tchaj-wan
- Hongkong
- Indie

Blok B
- Indonésie
- Kazachstán
- Nový Zéland
- Thajsko

Výsledek
- Indonésie postoupila do baráže o účast ve Světové skupině II pro rok 1998
- Kazachstán a  Indie sestoupily do 2. skupiny zóny Asie a Oceánie pro rok 1998

### 2. skupina
- Místo konání: Renouf Centre, Wellington, Nový Zéland (venku, tvrdý)

- Datum: 11.–15. března 1997

Blok A
- Malajsie
- Pacifická Oceánie
- Pákistán
- Filipíny

Blok B
- Singapur
- Srí Lanka
- Sýrie
- Uzbekistán

Výsledek
- Uzbekistán a  Filipíny postoupily do 1. skupiny zóny Asie a Oceánie pro rok 1998

## Zóna Evropy a Afriky

### 1. skupina
- Místo konání: Bari T.C., Bari, Itálie (antuka, venku)

- Datum: 22.–26. dubna 1997

Blok A
- Bělorusko
- Bulharsko
- Finsko
- Gruzie
- Řecko
- Maďarsko
- Izrael
- Itálie

Blok B
- Lotyšsko
- Polsko
- Rumunsko
- Rusko
- Slovinsko
- Švédsko
- Ukrajina

Výsledek
- Rusko a  Itálie postoupily do baráže o účast ve Světové skupině II pro rok 1998
- Finsko a  Gruzie sestoupily do 2. skupiny zóny Evropy a Afriky pro rok 1998

### 2. skupina
- Místo konání: Ali Bey Club, Manavga, Turecko (antuka, venku)

- Datum: 5.–11. května 1997

Blok A
- Alžírsko
- Arménie
- Bosna a Hercegovina
- Botswana
- Kamerun
- Kypr
- Dánsko
- Egypt
- Estonsko
- Etiopie
- Velká Británie
- Irsko
- Island

Blok B
- Lichtenštejnsko
- Litva
- Lucembursko
- Makedonie
- Madagaskar
- Malta
- Norsko
- Portugalsko
- San Marino
- Tunisko
- Turecko
- Jugoslávie

Výsledek
- Velká Británie,  Madagaskar,  Portugalsko a  Jugoslávie postoupily do 1. skupiny zóny Evropy a Afriky pro rok 1998